# Барбера, Аугусто Антонио
Аугусто Антонио Барбера (итал. Augusto Antonio Barbera; род. 25 июня 1938, Айдоне) — итальянский государственный деятель. Председатель Конституционного суда Италии (2023—2024).

## Биография
Родился 25 июня 1938 года в Айдоне. В ноябре 1960 года окончил Катанийский университет.
С 1968 года являлся преподавателем конституционного права. С 1969 по 1970 год преподавал итальянское конституционное право и сравнительное конституционное право в отделе политических наук Катанийского университета. С 1970 по 1977 год являлся профессором конституционного права юридического факультета Университета Феррары.
С 1977 по 1994 год преподавал право институтов публичного права в отделе политических наук Болонского университета. С 1994 по 2010 год являлся профессором конституционного права Болонского университета.
С 2001 по 2005 год являлся вице-президентом Высшего совета административной юстиции.
С 2003 по 2012 год являлся членом Комиссии гарантов конституционности Верховного суда Сан-Марино.
Являлся президентом управляющей коллегии, которая подготовила проект консолидированного сборника законов об автономных регионах Италии.
Являлся членом комиссии экспертов при Совете министров Италии, которая осуществляла руководство реформами конституции Италии.
Являлся президентом Итальянского института изучения законодательства. Остаётся почётным президентом данного института. Является членом академического правления школы изучения законодательства данного института.
С 2010 по 2015 год являлся членом административного правления Университета Парри Эмилии-Романьи, членом правления «Fondazione del Monte» Болоньи и Равенны.
С 1980 по 1982 год являлся членом регионального совета Эмилии-Романьи.

## В парламенте Италии
С 1976 по 1994 год являлся депутатом Палаты депутатов Италии от Итальянской коммунистической партии и Демократической партии левых сил VII,
VIII, 
IX, 
X, 
XI созывов.
С 1983 по 1985 год являлся членом комитета парламента по конституционным реформам (комитета Боцци).
С 1987 по 1992 год являлся президентом парламентского комитета по региональным вопросам.
С 1992 года являлся вице-президентом парламентского комитета институциональных реформ (комитета де Мита-Лотти).

## Дальнейшая карьера
С апреля 1993 года являлся министром по отношениям с парламентом Италии в правительстве Чампи.
Содействовал проведению референдумов по реформе избирательного права 1991, 1993, 1999 годов.
Судья Конституционного суда Италии (с 16 декабря 2015).
Председатель Конституционного суда Италии (12 декабря 2023 — 21 декабря 2024).

## Научная деятельность
Автор 22 книг (часть из них написана в соавторстве), около 400 статей и комментариев к судебным решениям.
Занимался исследованием источников права, конституционных свобод, системы регионального и местного государственного управления, форм правления, конституционных органов, избирательного права Италии.
Среди заметных публикаций «Конституция Итальянской республики», опубликованная в «Annali della Enciclopedia del Diritto» (издание VIII, «Giuffré», Милан, 2016).
С 1999 по декабрь 2015 год являлся редактором «Quaderni Costituzionali: Rivista Italiana di Diritto Costituzionale», издававшимся «Il Mulino».
Является членом совета директоров и редакционной коллегии нескольких академических журналов, включая «Rassegna Parlamentare», «Studi Parlamentari e di Politica Costituzionale», «Le Istituzioni del Federalismo», «Nuova Informazione Bibliografica», «Autonomie Locali e Servizi Sociali».
Является директором «Annali di Diritto Costituzionale», издаваемого Bologna University Press.